# Degrasi: Nova generacija
Degrasi: Nova generacija (engl. Degrassi: The Next Generation) je kanadska tinejdž-drama smeštena u izmišljenom Degrsi univerzumu. Degrasi: Nova generacija je četvrta po redu serija „Degrasi“ franšize.

## Radnja serije
Kao i sve prethodne serije „Degrasi“ fanšize serija se bavi tinejdžerima i njihovi problemima, radnja serije se vrti oko dvadesetak glavnih aktera koji pohađaju „Degrasi komjuniti skul“. Oni se suočavaju sa raznim problemima kao što su zabavljanje, piće, zlostavljanje, nasilje, droga, silovanje, abortus, homoseksualnost.

## Spoljašnje veze
Mediji vezani za članak Degrasi: Nova generacija na Vikimedijinoj ostavi

- Zvanična veb stranica
- Degrasi: Nova generacija na sajtu  (jezik: engleski)